# Otroeda manifesta
Otroeda manifesta är en fjärilsart som beskrevs av Swinhoe 1903. Otroeda manifesta ingår i släktet Otroeda och familjen tofsspinnare. Inga underarter finns listade i Catalogue of Life.